# PalaFlorio
Il PalaFlorio è il principale palazzetto dello sport della città di Bari, costruito tra il 1989 e il 1991 per sopperire alle esigenze di infrastrutture ricreative della grossa area cittadina del capoluogo pugliese. È stato intitolato nel 1993 al dirigente sportivo barese Pietro Floriano Florio, presidente della FIPAV dal 1977 al 1978.

## Caratteristiche
La struttura ha una capienza di 6.000 posti che lo rendono il più grande palasport della regione, terzo impianto nel sud Italia dopo il palaPentimele di Reggio Calabria e il Palasele di Eboli. È utilizzato prevalentemente per eventi sportivi, concerti, fiere e congressi. Ci giocavano le squadre di basket del capoluogo, maschile e femminile, nonché quelle di altri sport. Si è spesso organizzato eventi di tipo pugilistico.
A fine luglio 2019 si sono conclusi i lavori di adeguamento dell'impianto di illuminazione. Utilizzando 44 proiettori Philips BVP427 957 T45 Archiviato il 1º ottobre 2020 in Internet Archive., dotati di ottica asimmetrica per contenere i fenomeni di abbagliamento, sono stati raggiunti 2000lx orizzontali.

## Rinnovo e ristrutturazione
Chiuso nel 2003 per problemi di staticità e manutenzione, la struttura è rimasta inattiva fino al 2008, quando il Comune di Bari ha avviato dei lavori di ristrutturazione per renderla agibile e omologabile secondo tutte le disposizioni di legge in merito agli impianti sportivi (uscite di sicurezza, sistemi antincendio).

## Il post-ristrutturazione
La consegna e riapertura è avvenuta a maggio 2010 ed il palazzetto dello sport è stato ufficialmente inaugurato il 2 agosto durante il primo di una serie di grandi eventi di carattere cestistico. Infatti, il PalaFlorio ha ospitato tutte le quattro sfide di qualificazione all'EuroBasket 2011 della Nazionale italiana di pallacanestro allenata da Simone Pianigiani. Nonostante il grande seguito e successo che i quattro eventi casalinghi hanno generato, da settembre 2010 sino ai primi di gennaio del 2011, il palazzetto è stato utilizzato come set di un film di Ermanno Olmi dal titolo Il villaggio di cartone. Nel marzo 2011, l'impianto ritornerà ad ospitare eventi sportivi come i campionati assoluti di karate, evento valido come seconda prova dei campionati italiani di serie A1 e A2.. A partire dalla stagione 2011-2012, il palazzetto è tornato ad ospitare un campionato nazionale; non si tratta però di un campionato di pallavolo come nelle stagioni precedenti, bensì è il CUS Bari Pallacanestro a disputare le gare interne della neo-nata Divisione Nazionale A, ex serie A-Dilettanti. La struttura del Palaflorio è concepita come uno spazio polifunzionale per molteplici eventi. Questo lo rende il luogo ideale per organizzare grandi appuntamenti come concerti, fiere, competizioni sportive e congressi fino a 6000 persone, quanto incontri per gruppi meno numerosi in occasione di convegni, seminari, ricevimenti o cene di gala.